# Tepelenë (huyện)
Tepelenë là một quận thuộc hạt Gjirokastër, Albania. Quận này có diện tích 817 km² và dân số năm 2002 là 32465 người, mật độ 40 người/km².